# Bernard Burgin
Bernard Burgin (ur. 1898 w Warszawie, zm. pod koniec czerwca 1941 w Białymstoku) – działacz komunistyczny, nauczyciel.
Pochodził z rodziny żydowskiej, był synem Mojżesza (vel Michała), bratem Juliusza i Mateusza. Studiował w Wiedniu, gdzie został doktorem filologii germańskiej. Działacz SDKPiL, KPA i KPP. Do 1939 r. nauczyciel w gimnazjum męskim „Spójnia” w Warszawie. Był zaangażowany w obronę uczniów zagrożonych usunięciem ze szkoły za udział w komunistycznych i lewicowych organizacjach. Aktywny w Związku Zawodowym Nauczycieli Średnich Szkół Żydowskich, zajmował m.in. stanowisko prezesa oddziału warszawskiego Związku. W latach 1930–1933 był członkiem Wydziału Inteligenckiego przy Komitecie Warszawskim KPP, a następnie od 1935 do 1938 roku należał do Podwydziału Inteligenckiego, gdzie obsługiwał nauczycielskie komórki KPP. Po klęsce wrześniowej w 1939 r. udał się do Białegostoku i wykładał w Instytucie Pedagogicznym. Zginął po ataku Niemiec na ZSRR w czerwcu 1941.